# Medalha Militar (Portugal)
Em Portugal designa-se por Medalha Militar o conjunto de condecorações que podem ser concedidas a militares das Forças Armadas Portuguesas, regulado actualmente pelo Decreto-lei n.º 316/2002, de 27 de Dezembro de 2002, e que não são Medalhas Comemorativas.
A Medalha Militar Portuguesa foi criada por iniciativa do rei D. Luís (1861-1889), através de Decreto da Secretaria de Estado dos Negócios da Guerra a 2 de Outubro de 1863.
Esta condecoração destinava-se a preencher o vazio das demais condecorações militares, que não atingiam a todas as classes, nomeadamente a sargentos e praças. Até então, para lá de algumas medalhas comemorativas - como a Cruz da Guerra Peninsular, ou a Medalha das Campanhas da Liberdade (1826-1834) -, só as Ordens Militares serviam para premiar o mérito militar, nomeadamente a Real Ordem Militar da Torre e Espada e a Real Ordem Militar de São Bento de Avis.
A Medalha Militar tinha originalmente três classes: 
- Valor Militar (em ouro, prata e cobre), para premiar actos heróicos de extraordinária abnegação e valentia ou de grande coragem moral e excepcional capacidade de decisão, quer em campanha, quer em tempo de paz, mas sempre em circunstâncias em que houvesse comprovado ou presumível perigo de vida;
- Bons Serviços (em ouro, prata e cobre) (por volta de 1946, mudou o nome para Serviços Distintos), para premiar serviços de carácter militar relevantes e extraordinários ou actos notáveis de qualquer natureza, de que resultassem em honra e lustre para a Pátria ou paras as instituições militares;
- Medalha Militar de Comportamento Exemplar (ouro, prata e cobre), para distinguir os militares que servissem ao longo da sua carreira com exemplar conduta moral e disciplinar e comprovado espírito de lealdade.

De notar que apesar de terem hoje os três graus (ouro, prata e cobre), as duas primeiras classes só tinham os graus de Ouro e Prata no período da Monarquia, tendo o grau cobre sido adicionado apenas no período da República.
Para lá das três classes originais, outras duas foram criadas já no século XX, reflectindo novas necessidades: 
- Medalha Militar da Cruz de Guerra, criada pelo Decreto n.º 2870, de 30 de Novembro de 1916, para premiar actos e feitos de bravura praticados em campanha. Esta condecoração recebeu notoriedade durante a Primeira Guerra Mundial e durante a Guerra do Ultramar, apresentando em cada época um cunho ligeiramente diferente. Divide-se em 1ª, 2ª, 3ª e 4ª classe, por ordem decrescente de importância.
- Medalha de Mérito Militar, criada pelo Decreto n.º 35667, de 28 de Maio de 1946, destinada a galardoar os militares que revelassem excepcionais qualidades e virtudes militares, pelas quais devessem ser especialmente apontados ao respeito e consideração pública. Divide-se em Grã-Cruz, 1ª, 2ª, 3ª e 4ª classe.

Embora tenha sido criada em 1863 e mantido sensivelmente o mesmo cunho durante a Monarquia, a Medalha militar seria refundada em 1910, com o advento da República, mantendo embora as três classes originais. A única mudança significativa aconteceu no anverso, ou face da medalha, passando a figurar o busto da República e o ano 1910, ao invés do anterior D. Luís I e o ano 1863.

## Ordem de precedência
De acordo com a actualização legislativa do Regulamento da Medalha Militar - Decreto-lei n.º 316/2002, de 27 de Dezembro de 2002, a ordem de precedência das condecorações individuais (usadas no lado esquerdo do peito) é a seguinte: 
1.ª Banda das Três Ordens
2.ª Antiga e Muito Nobre Ordem Militar da Torre e Espada, do Valor, Lealdade e Mérito.
3.ª Medalha de Valor Militar.
4.ª Medalha Militar da Cruz de Guerra.
5.ª Ordem Militar de Nosso Senhor Jesus Cristo.
6.ª Ordem Militar de São Bento de Avis.
7.ª Medalha Militar de Serviços Distintos.
8.ª Medalha de Mérito Militar.
9.ª Antiga, Nobilíssima e Esclarecida Ordem Militar de Sant'Iago da Espada, do Mérito Científico, Literário e Artístico.
10.ª Ordem do Infante D. Henrique.
11.ª Ordem da Liberdade.
12.ª Ordem do Mérito.
13.ª Ordem da Instrução Pública.
14.ª Ordem do Mérito Empresarial.
15.ª As medalhas privativas dos três ramos das Forças Armadas, pela seguinte ordem: Medalha da Defesa Nacional, Medalha da Cruz de São Jorge, Medalha da Cruz Naval, Medalha de D. Afonso Henriques - Mérito do Exército e Medalha de Mérito Aeronáutico.
16.ª Medalha Militar de Comportamento Exemplar.
17.ª Medalha dos Promovidos por Feitos Distintos em Campanha.
18.ª Medalha dos Feridos em Campanha.
19.ª Medalha de Reconhecimento.
20.ª Medalha Comemorativa das Campanhas.
21.ª Medalha Comemorativa de Comissões de Serviço Especiais.
22.ª Outras condecorações nacionais, públicas (corporativas, regionais e locais) ou privativas (religiosas, dinásticas, filantrópicas, associativas, competitivas, recreativas e comemorativas), sendo a respectiva precedência determinada dentro de cada uma delas pela ordem cronológica da sua instituição.
23.ª Condecorações estrangeiras, primeiro de organizações e depois de nações em língua portuguesa ou doutras primeiro organizações e depois nações, sendo a respectiva precedência determinada dentro de cada uma delas pela ordem alfabética dos nomes das respectivas primeiro organizações e depois nações em língua portuguesa e depois doutras primeiro organizações e depois nações.
Nota: A Ordem do Império, a medalha de serviços distintos ou relevantes no ultramar e a medalha da vitória mantêm para os possuidores destes galardões as posições de precedência previstas no Regulamento revogado (Artigo 2º do Decreto-lei n.º 316/2002, de 27 de Dezembro de 2002).